# Charlotte Melançon
Charlotte Melançon, née en 1946, à Sherbrooke, est une écrivaine, rédactrice, poète et traductrice québécoise.

## Biographie
Charlotte Melançon étudie au Collège du Sacré-Cœur, à Sherbrooke, où elle s'initie à la traduction de textes poétiques. Alors qu'elle poursuit ses études à l'Université de Montréal, elle fait la rencontre de celui qui deviendra son mari, Robert Melançon. En 1971, au Centre d'études supérieures de la Renaissance de Tours, elle rédige un mémoire de maîtrise portant sur Maurice Scève, un poète de la Renaissance. Elle retourne ensuite s'installer au Québec. 
Elle est secrétaire, puis vice-présente pendant neuf ans, et, de 1997 à 1999, présidente de l'Association des traducteurs et traductrices littéraires du Canada (ATTLC). Pendant huit ans, elle est également responsable du Prix John-Glassco.  
Elle rédige également des articles pour les revues Liberté et Ellipse. Au cours de sa carrière, elle traduit de l'anglais vers le français les œuvres de plusieurs personnalités canadiennes, dont Northrop Frye, A.M. Klein, Guy Vanderhaeghe et Charles Taylor,. 
À l'occasion du centenaire de la mort de la poète Emily Dickinson en 1986, elle met en pratique sa « connaissance approfondie de Dickinson » et prépare un ensemble de textes et de poèmes, publié sous le nom Escarmouchs dans la collection « Orphée » des éditions La Différence. Pour l'autrice, « il s'agissait de faire entendre et voir une voix si personnelle, si menue, et pourtant si pénétrante, qui s'imprime avec tant de force en nous, que ce travail de traduction ne peut que nous assaillir, et s'imposer à nous en silence ». D'ailleurs, c'est la découverte et la lecture de Dickinson qui fait envisager le métier de traductrice comme une carrière pour l'écrivaine. 
Petite cousine de Jean Simard, elle participe à la diffusion de ses archives et de ses volumes de bibliothèque concernant la traduction littéraire. 

## Œuvres

### Poésie
- Secretum, Montréal, Noroît, 2016, 62 p.  (ISBN 9782897660444).

### Essais
- La prison magique : quatre essais sur Emily Dickinson, Montréal, Noroît, coll. « Chemins de traverse », 2006, 196 p.  (ISBN 2-89018-585-0).

### Collaborations
- Escarmouches, avec Jacques Brault, Paris, La Différence, coll. « Orphée », 1992, 128 p.

### Traductions

#### Romans
- Guy Vanderhaeghe, My Present Age [« Une Histoire de mon temps »], Montréal, Québec Amérique, 1990, 325 p.  (ISBN 2890374904).
- A.M. Klein, The Second scroll [« Le Second rouleau »], Montréal, Boréal, 1990, 217 p.  (ISBN 2890523241).
- Alberto Manguel, News from a foreign country came [« La porte d'ivoire »], Montréal, Boréal, 1993, 262 p.  (ISBN 2-89052-525-2). 
  - [« Dernières nouvelles d'une terre abandonnée »], France, Actes Sud, 1992.
- Lynn Coady, Saints of Big Harbour [« Les saints de Big Harbour »], Montréal, Leméac, 2003, 414 p.  (ISBN 2-7609-3252-4).

#### Nouvelles
- Guy Vanderhaeghe, Man descending [« En chute libre »], Montréal, Du Roseau, coll. « Calliope », 1991, 287 p.  (ISBN 2920083546).

#### Autres
- Ed Wohlmuth, The Overnight Guide to Public Speaking [« L'art de parler en public »], Montréal, Éditions de l'Homme, 1983, 117 p.  (ISBN 0894712004 et 9780894712005).
- Northrop Frye, Northrop Frye on Shakespeare [« Shakespeare et son théâtre »], Montréal, Boréal, 1988, 269 p.  (ISBN 2890522288 et 9782890522282).
- Charles Taylor, The Malaise of Modernity [« Grandeur et misère de la modernité »], Saint-Laurent, Bellarmin, 1992, 150 p.  (ISBN 289007742X et 9782890077423).
  - The Malaise of Modernity [« Le malaise de la modernité »], Paris, Éditions du Cerf, 2015.  (ISBN 9782204104494 et 2204104493).
- Bonnie Shemie, Houses of Wood (Native Dwellings) [« Maisons de bois : Habitations amérindiennes côte Nord-Ouest du Pacifique »], Nîmes, Grandir, 1993, 24 p.  (ISBN 2-904292-92-6).
- Elizabeth Rapley, The Dévotes [« Les dévotes : les femmes et l'Église en France au XVIIe siècle »], Saint-Laurent, Bellarmin, 1995, 342 p.  (ISBN 2890077624 et 9782890077621).
- Charles Taylor, Sources of the Self [« Les sources du moi : la formation de l'identité moderne »], Montréal, Boréal, 1998, 712 p.  (ISBN 2890528936 et 9782890528932).
- John Ralston Saul, Reflections of a Siamese Twin [« Réflexion d'un frère siamois : le Canada à la fin du XXe siècle »], Montréal, Boréal, 1998, 512 p.  (ISBN 2890529266 et 9782890529267).
- Alberto Manguel, Many Bookstores [« La bibliothèque de Robinson »], Montréal, Leméac, 2000.  (ISBN 2760932346 et 9782760932340).
- Alberto Manguel, traduit avec Christine Le Boeuf, How Pinocchio Learned to Read & Many bookstores [« Pinocchio & Robinson : pour une éthique de la lecture »], Chauvigny, L'Escampette, 2005, 76 p.  (ISBN 2914387598 et 9782914387590).

## Prix et honneurs
- 1989 : lauréate du Prix John-Glassco pour Shakespeare et son théâtre[1]
- 1990 : lauréate, avec Robert Melançon, du Prix du Gouverneur général, pour la traduction de The Second Scroll[1]
- 1998 : lauréate du Prix du Gouverneur général pour la traduction de Sources of the Self[1]
- 2007 : lauréate du Prix Victor-Barbeau, catégorie essai, pour La prison magique[8],[9],[10]